# Serena Grandi
Serena Grandi (n. Bolonia, 23 de marzo de 1958) es una actriz italiana, famosa por sus filmes de contenido erótico. 
Famosa como ícono y símbolo sexual en el cine italiano de los años 1980 y 1990,
era considerada una de las principales chicas pin-up de Italia.

## Biografía
Serena Grandi es el nombre artístico de Serena Faggioli, nacida en Bolonia. Se graduó en programación informática y fue empleada por primera vez en un laboratorio de análisis científico. Comenzó su carrera como actriz en 1980, desempeñando un papel secundario en la comedia La Compagna di viaggio de Ferdinando Baldi.
En el mismo año, interpretó el papel de Maggie en la controvertida película Antropophagus, dirigida por Joe D'Amato. Esta película es bien conocida entre los fanáticos de las películas de terror por sus secuencias de gore extremas. Después de varios papeles secundarios, interpretó el papel principal en Miranda de Tinto Brass, que le dio el estatus de símbolo sexual en su Italia natal y le abrió el camino a su estrellato.
A lo largo de la década de 1980 realizó casi 20 películas, principalmente en el género de la sexicomedia italiana y en películas eróticas, como La Signora della Notte (1986) de Piero Schivazappa, pero también protagonizó épicas de espada como The Adventures of Hercules y algunas películas de terror. En 1987 Lamberto Bava le dio el papel de Gloria en su película Le foto di Gioia. En 1991 se casó con el anticuario  Beppe Ercole, con quien tuvo un hijo llamado Edoardo; la pareja se divorció en 1998.
En la década de 1990 comenzó a alejarse un poco del foco de atención; durante este tiempo centró su carrera en series de televisión. En 1998, Serena volvió a trabajar con Tinto Brass en Monella.
En 2003-2004 Grandi pasó 157 días bajo arresto domiciliario acusada de haber vendido unos gramos de cocaína. El caso fue desestimado más tarde.
En 2006 fue candidata en la lista de Azione Sociale, un partido de derecha liderado por Alessandra Mussolini, pero no fue elegida. El mismo año publicó su primera novela, L'amante del federale. En 2008, después de un descanso de diez años, decidió regresar a la actuación.
En 2017 compitió en Grande Fratello VIP, la adaptación italiana de Celebrity Big Brother.

## Filmografía
- Due uomini, quattro donne e una mucca depressa (2015)
- La gran belleza (2012)
- Monella (1998)
- Radiofreccia (1998)
- Anni '50 (1998, miniserie)
- Le ragazze di Piazza di Spagna (1998, serie de televisión)
- Ladri si nasce (1997, TV)
- Gli inaffidabili (1997)
- La strana storia di Olga O. (1995)
- Delitto passionale (1994)
- Il prezzo della vita (1993, TV)
- Graffiante desiderio (1993)
- Donne sottotetto (1992)
- Saint Tropez, Saint Tropez (1992)
- Vendetta: Secrets of a Mafia Bride (1991, TV)
- Per odio per amore (1991, TV)
- In nome del popolo sovrano (1990)
- L'insegnante di violoncello (1990)
- Le foto di Gioia (1987)
- Les exploits d'un jeune Don Juan (1987)
- Teresa (1987)
- Rimini Rimini (1987)
- Roba da ricchi (1987)
- Abbronzatissima (1987)
- Zanzibar (1986, TV)
- Le avventure dell'incredibile Ercole (1985)
- Miranda (1985)
- Sogni e bisogni (1985, miniserie)
- La signora della notte (1985)
- Desiderando Giulia (1985)
- Acapulco, prima spiaggia... a sinistra (1983)
- Sturmtruppen II (1983)
- Malamore (1982)
- Pierino la peste alla riscossa (1982)
- Pierino colpisce ancora (1982)
- Teste di cuoio (1981)
- Antropophagus (1980)
- Tranquille donne di compagna (1980)
- La compagna di viaggio (1980)